# Los Navalmorales
Los Navalmorales – miasto w Hiszpanii, we wspólnocie autonomicznej Kastylia-La Mancha. W 2006 liczyło 2 636 mieszkańców.